# 謝汝暘
謝汝暘（1457年—？），字晉卿，湖廣衡州府衡陽縣人，軍籍，明朝政治人物。

## 生平
湖廣鄉試第七十四名。成化二十三年（1487年），登丁未科進士。任主事，弘治十年（1498年）二月考察，以「浮躁淺露」降調外任。贬无为州同知，升太平府通判。

## 家族
曾祖謝榮，贈太常寺卿兼司經局正字；祖父謝俊，贈太常寺卿兼司經局正字；父謝宇，太常寺卿兼司經局正字。母李氏（贈淑人）；繼母段氏（封淑人）。具庆下。